# Пеннсбург (Пенсільванія)
Пеннсбург (англ. Pennsburg) — місто (англ. borough) в США, в окрузі Монтгомері штату Пенсільванія. Населення — 3889 осіб (2020).

## Географія
Пеннсбург розташований за координатами 40°23′36″ пн. ш. 75°29′43″ зх. д. / 40.39333° пн. ш. 75.49528° зх. д. (40.393393, -75.495297).  За даними Бюро перепису населення США в 2010 році місто мало площу 2,08 км², з яких 2,07 км² — суходіл та 0,00 км² — водойми.

## Демографія
Згідно з переписом 2010 року, у селищі мешкали 3843 особи в 1286 домогосподарствах у складі 920 родин. Густота населення становила 1852 особи/км².  Було 1317 помешкань (635/км²).
Расовий склад населення:
| - 90,0 % — білих - 5,2 % — азіатів - 2,0 % — чорних або афроамериканців - 0,1 % — вихідців з тихоокеанських островів - 0,1 % — корінних американців - 1,2 % — осіб інших рас |

До двох чи більше рас належало 1,4 %. Частка іспаномовних становила 4,1 % від усіх жителів.
За віковим діапазоном населення розподілялося таким чином: 29,1 % — особи молодші 18 років, 60,0 % — особи у віці 18—64 років, 10,9 % — особи у віці 65 років та старші. Медіана віку мешканця становила 33,1 року. На 100 осіб жіночої статі у селищі припадало 102,6 чоловіків;  на 100 жінок у віці від 18 років та старших — 96,0 чоловіків також старших 18 років.
Середній дохід на одне домашнє господарство  становив 77 775 доларів США (медіана — 67 797), а середній дохід на одну сім'ю — 79 934 долари (медіана — 68 194). Медіана доходів становила 45 610 доларів для чоловіків та 47 386 доларів для жінок. За межею бідності перебувало 8,6 % осіб, у тому числі 13,5 % дітей у віці до 18 років та 2,2 % осіб у віці 65 років та старших.
Цивільне працевлаштоване населення становило 2075 осіб. Основні галузі зайнятості: освіта, охорона здоров'я та соціальна допомога — 22,8 %, виробництво — 18,6 %, роздрібна торгівля — 12,6 %, фінанси, страхування та нерухомість — 8,0 %.